# カタベイ
カタベイはマラウイ北部州にあり、カタベイ県の中心都市で、主要産業は漁業と観光である。

## 概要
2008年時点の国勢調査によれば、都市の人口は14772人であった。マラウイ湖の港湾都市として知られ、マラウイ湖における主要な港のひとつである。

## 観光
リゾート地としても知られており、マラウイの飛び地であるリコマ島およびチズムル島へ行くことの出来るマラウイ湖の周回蒸気船、イララの停泊地にもなっている。